# Shannon Lawrence
Pour les articles homonymes, voir Lawrence.
Shannon Lawrence, né le 19 septembre 1977, est un coureur cycliste bermudien.

## Palmarès
- 2010
  - 3e du championnat des Bermudes du contre-la-montre
- 2013
  -  Champion des Bermudes du contre-la-montre
  - 2e du championnat des Bermudes sur route
  -  Médaillé de bronze au contre-la-montre des Jeux des Îles
- 2014
  -  Champion des Bermudes sur route
  -  Champion des Bermudes du contre-la-montre
  - Bermuda Grand Prix :
    - Classement général
    - 3e étape
- 2015
  -  Champion des Bermudes du contre-la-montre
  - 2e du championnat des Bermudes sur route

## Classements mondiaux
| Année            | 2014 | 2015 |
| ---------------- | ---- | ---- |
| UCI America Tour | 56e  | 81e  |